# Monasterio de Căldărușani
El monasterio de Căldărușani (en rumano: Mănăstirea Căldărușani) es un monasterio ortodoxo situado junto al pequeño lago Căldărușani, en la comuna de Gruiu en el distrito de Ilfov de Rumanía.
El complejo monacal está inscrito en la lista de monument istoric de Rumanía y consiste en:
- Iglesia de San Demetrio (código LMI: IF-II-m-A-15293.01).
- Iglesia de San Juan Evangelista, en el cementerio (IF-II-m-A-15293.02).
- Pinacoteca (IF-II-m-A-15293.03).
- Iglesia de Santa Bárbara y del Domingo de Todos los Santos (IF-II-m-A-15293.04).

## Historia

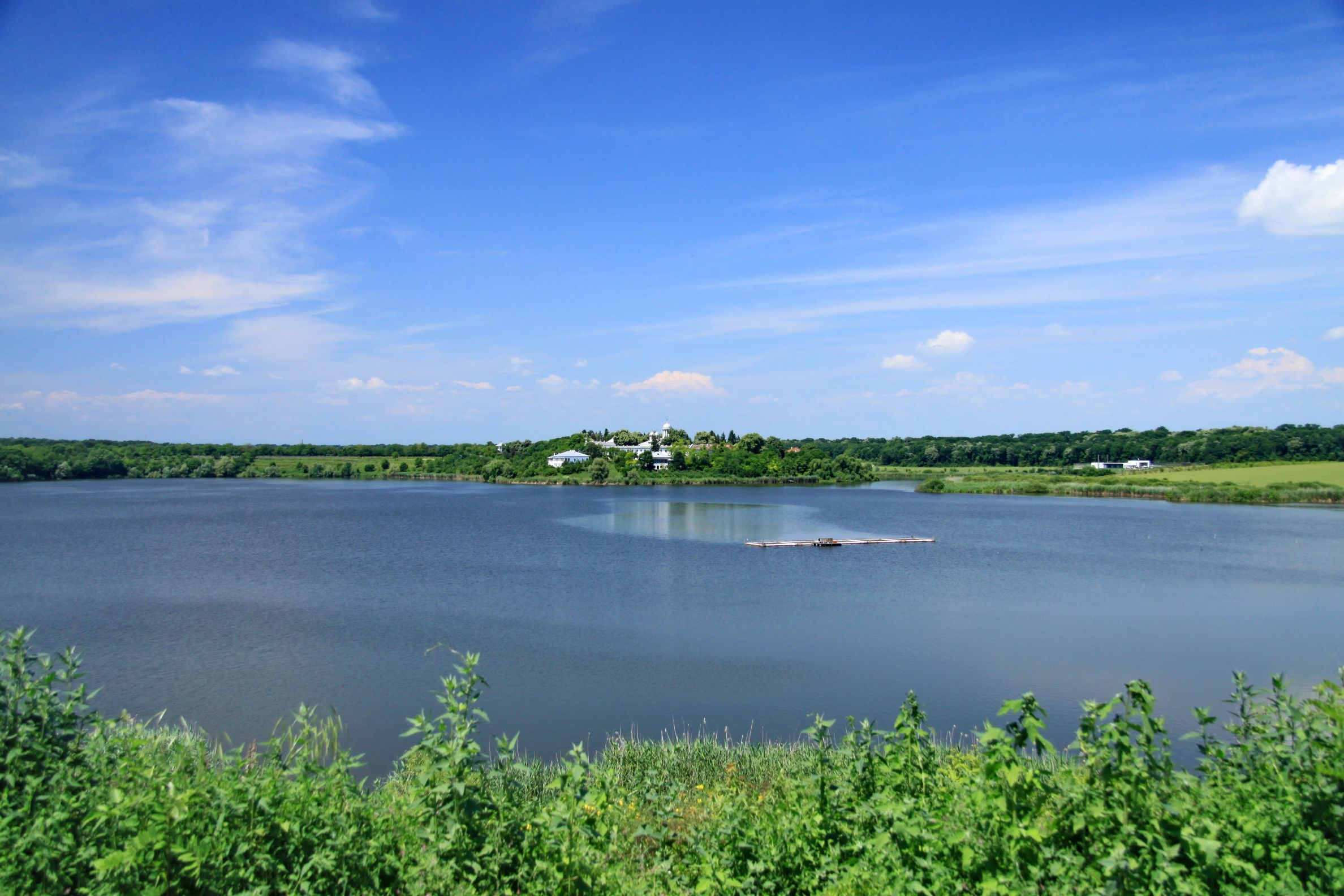
El monasterio junto al lago.

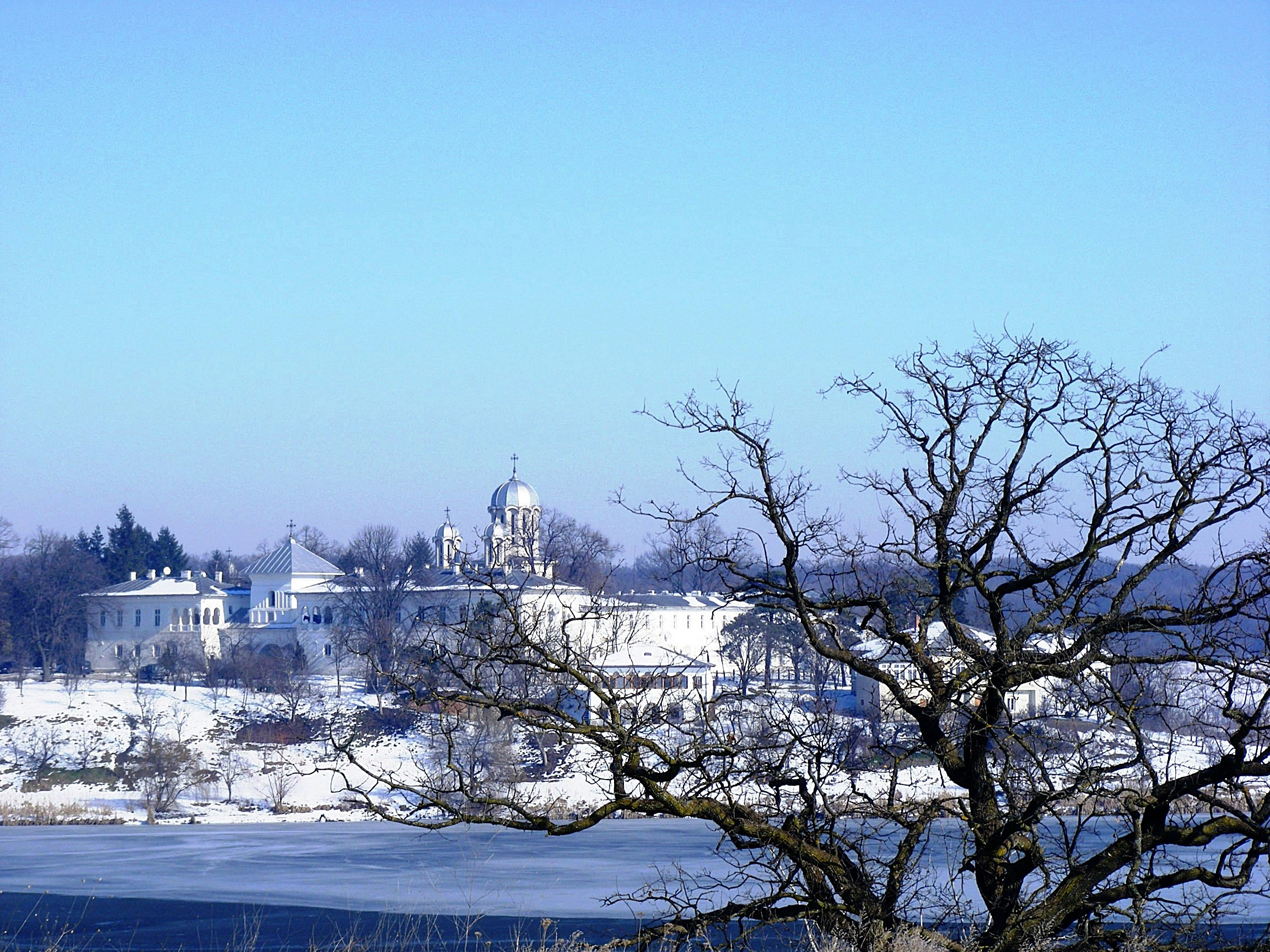
El monasterio en invierno.

El monasterio de Căldărușani es uno de los monumentos más importantes de la arquitectura eclesiástica de Valaquia. Según su primera historiografía (1870), escrita por Casian el Monje, el monasterio fue fundado en 1637-1638 por Matei Basarab (1632-1654). Matei, en conflicto con Vasile Lupu de Moldavia, decidió construir un monasterio de piedra en el emplazamiento de una antigua ermita de madera, lo que explica la forma de fortaleza del complejo, en un tiempo en que los otomanos (Valaquia era vasalla) no permitían la construcción de fortalezas en la región. La existencia de un monasterio en Căldărușani antes de 1637 está atestiguada por una bula de oro de 1615, emitida en la cancillería del voivoda Radu Mihnea (1611-1616). 
Matei Basarab construirá una fortaleza en medio del Codrii Vlăsiei, rodeada por tres lados por el lago. La gran iglesia del monasterio, de planta trebolada, con tres agujas, dedicada a San Demetrio el Miroblita, lleva la misma impronta arquitectónica que la iglesia del monasterio de Dealu y la del monasterio principesco de Curtea de Argeș. En 1653, Pablo de Alepo, compañero del patriarca Macario III de Antioquía en tierras rumanas, describió el monasterio de la siguiente manera: «Está rodeado de aguas interminables y sin fondo, tiene por patrón a San Demetrio y se llama Căldărușani...». El nombre del monasterio deriva de la topografía del lugar, que se asemeja a un caldero. A través de su famosa escuela de copistas, Căldărușani contribuyó a la creación de la lengua literaria rumana.
El periodo más fructífero de la historia del monasterio fue el final del siglo XVIII, cuando, bajo la dirección del abad Gheorghe de la Cernica (canonizado en 2005), se convirtió en uno de los principales centros de espiritualidad y cultura de Rumania. En 1778 se creó una escuela de pintura, a la que también asistió Nicolae Grigorescu en 1854-1855. El monasterio posee una rica pinacoteca, basada en la colección de arte del metropolita Ghenadie Petrescu. En 1834, la imprenta de la metrópolis de Ungro-Valaquia se trasladó de Bucarest al monasterio de Căldărușani, cumpliendo así el deseo del metropolita Grigore Dascălul, que había sido monje del monasterio durante un tiempo. 
La antigua sala del trono del gobernante Matei Basarab alberga ahora la sala del Tesoro. La pintura de la iglesia mayor fue restaurada por Dimitrie Belizarie en 1911. Entre 1950 y 1958 la iglesia del monasterio fue restaurada por el patriarca Justiniano Marina.
El obispo greco-católico Iuliu Hossu vivió en el monasterio de Căldărușani desde 1956 hasta su muerte en 1970. Iuliu Hossu fue visitado periódicamente en Căldărușani por jerarcas ortodoxos, entre ellos Justiniano Marina, Teoctist Arăpașu y Gherasim Cristea, Según las memorias del sacerdote greco-católico Ioan Mitrofan, entre los que visitaron al cardenal Iuliu Hossu en Căldărușani se encontraba Andrei Andreicuț.
Desde 1992, bajo la dirección de Lavrentie Gâță, se erigió una nueva residencia. En la década de 2010 se llevaron a cabo amplias obras de restauración en los edificios exteriores de la fortaleza. La iglesia del cementerio, dedicada a San Juan Evangelista, data de 1804 y fue construida por los hermanos Toma y Constantin Crețulescu.

Por eso yo, en Cristo el Señor, el buen Señor cristiano, el único guardián de todo el País Rumano y de esta parte de la montaña y otros dominios, reinando, oyendo estas cosas, me apresuré con la mente y el pensamiento divino  hacia las santas iglesias, a construirlas y adornarlas con el gasto de las riquezas que nos fueron dadas por Dios. Habiendo hecho estas cosas, también quise aquí en este lugar que se llama Căldărușani edificar la casa del Señor, lugar único en mi reino que he encontrado para el pensamiento de mi gloria y alabanza del Santo Gran Mártir Demetrio Miroblita, para que sea un recuerdo de mi reinado y de mis padres para siempre, y que el rey de la eternidad, el rey de los impotentes, el sabio, el invisible, el único Dios, sea honrado y venerado por los siglos de los siglos. Amén.
Y comenzaron a edificarse en el mes de julio 10, y se acabaron en el mes de octubre 20, desde la fundación del mundo 7147, y desde Cristo 1638.

Matei Basarab, Transcripción de la ficha del Monumento, del archivo del INMI, copiada por Radu Crețeanu según Damian Stănoiu, Monasterio de Căldărușani. Bucarest: 1924.

### Iconos de Nicolae Grigorescu realizados en el monasterio

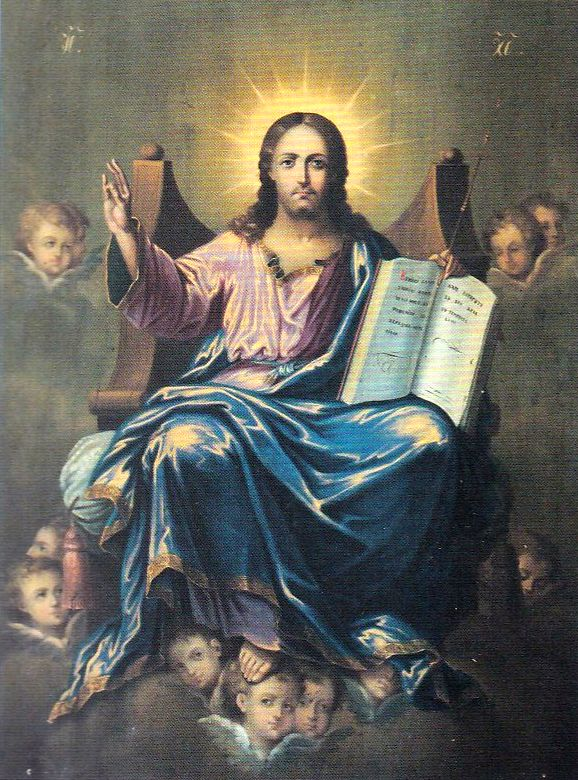
Isus Hristos învățător
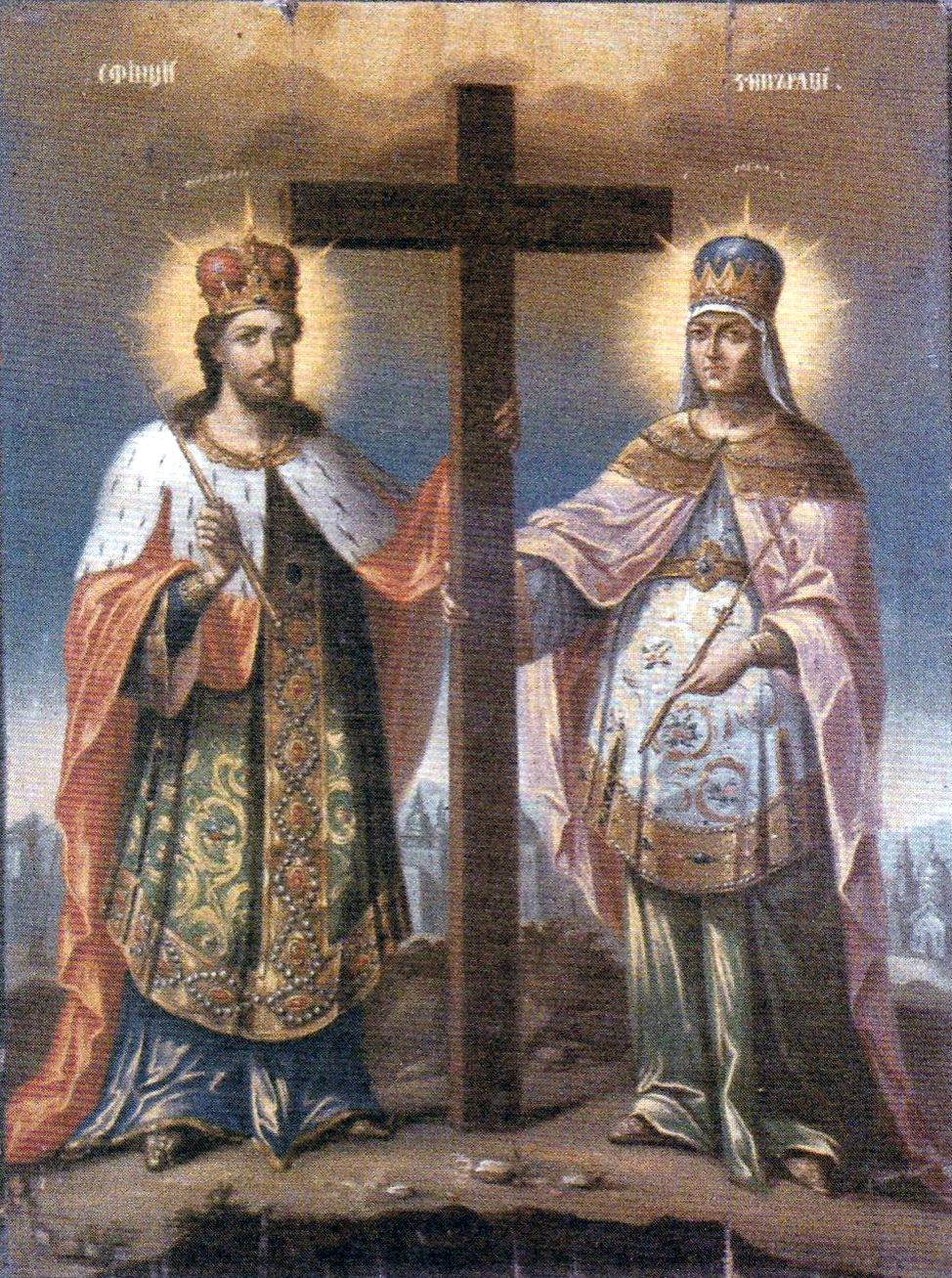
Santos Constantino y Elena.
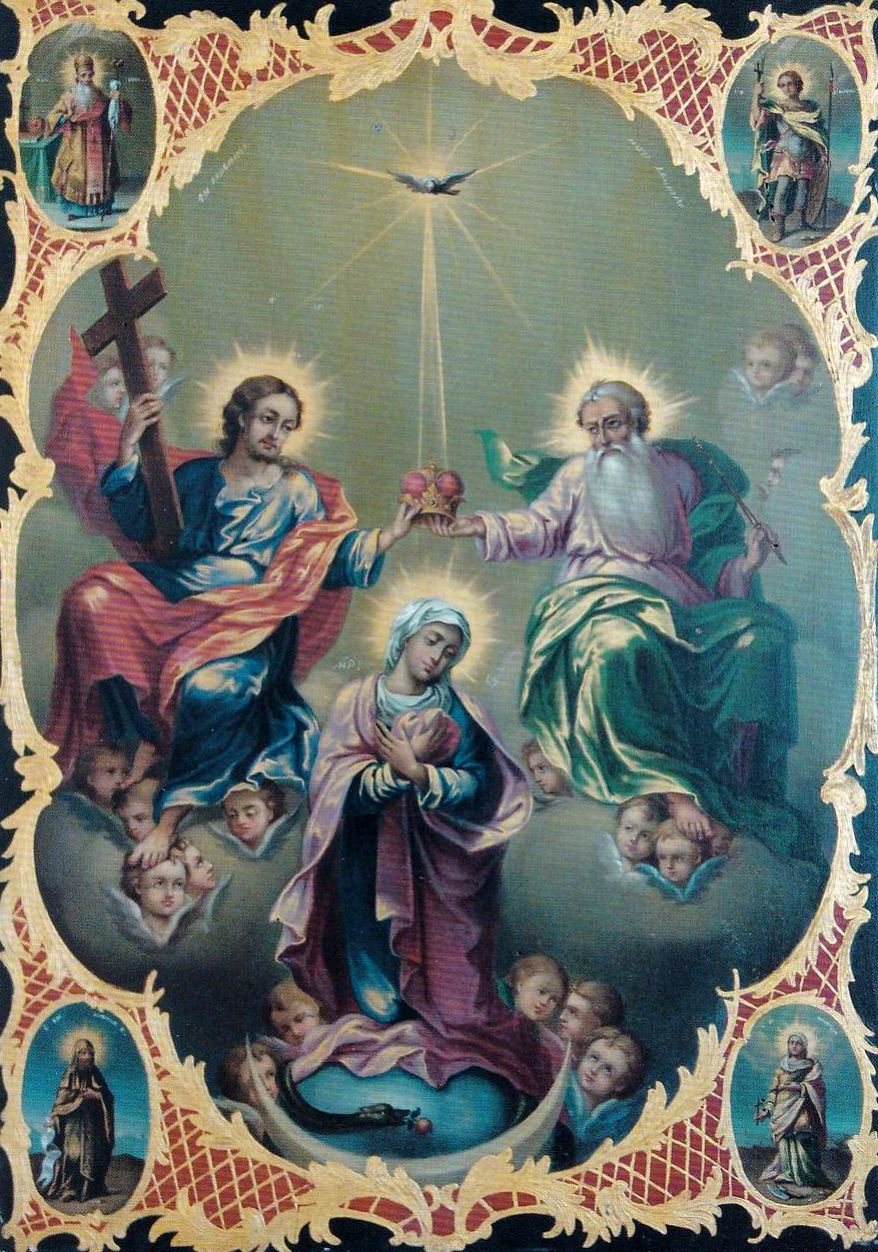
La Santísima Trinidad y la Coronación de la Virgen.
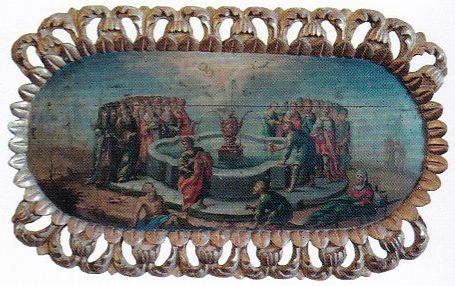
Fuente Dadora de Vida.
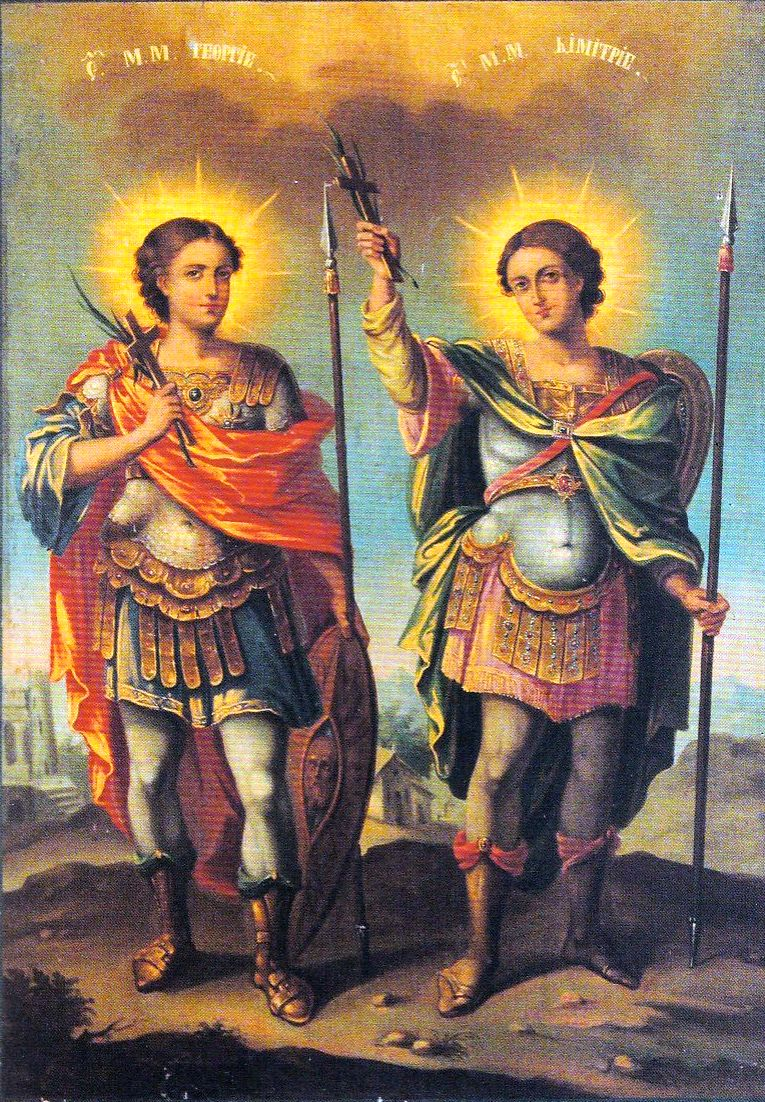
San jorge y san Demetrio.
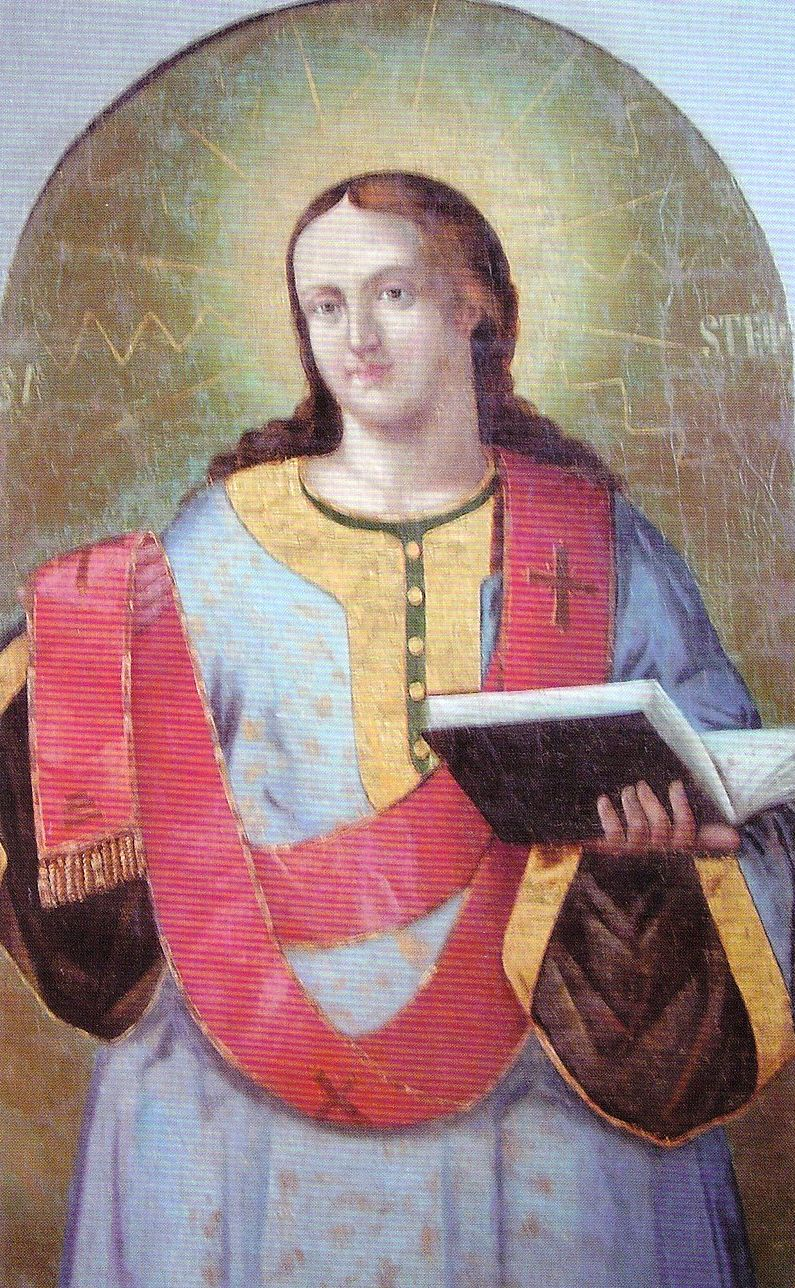
San Esteban.
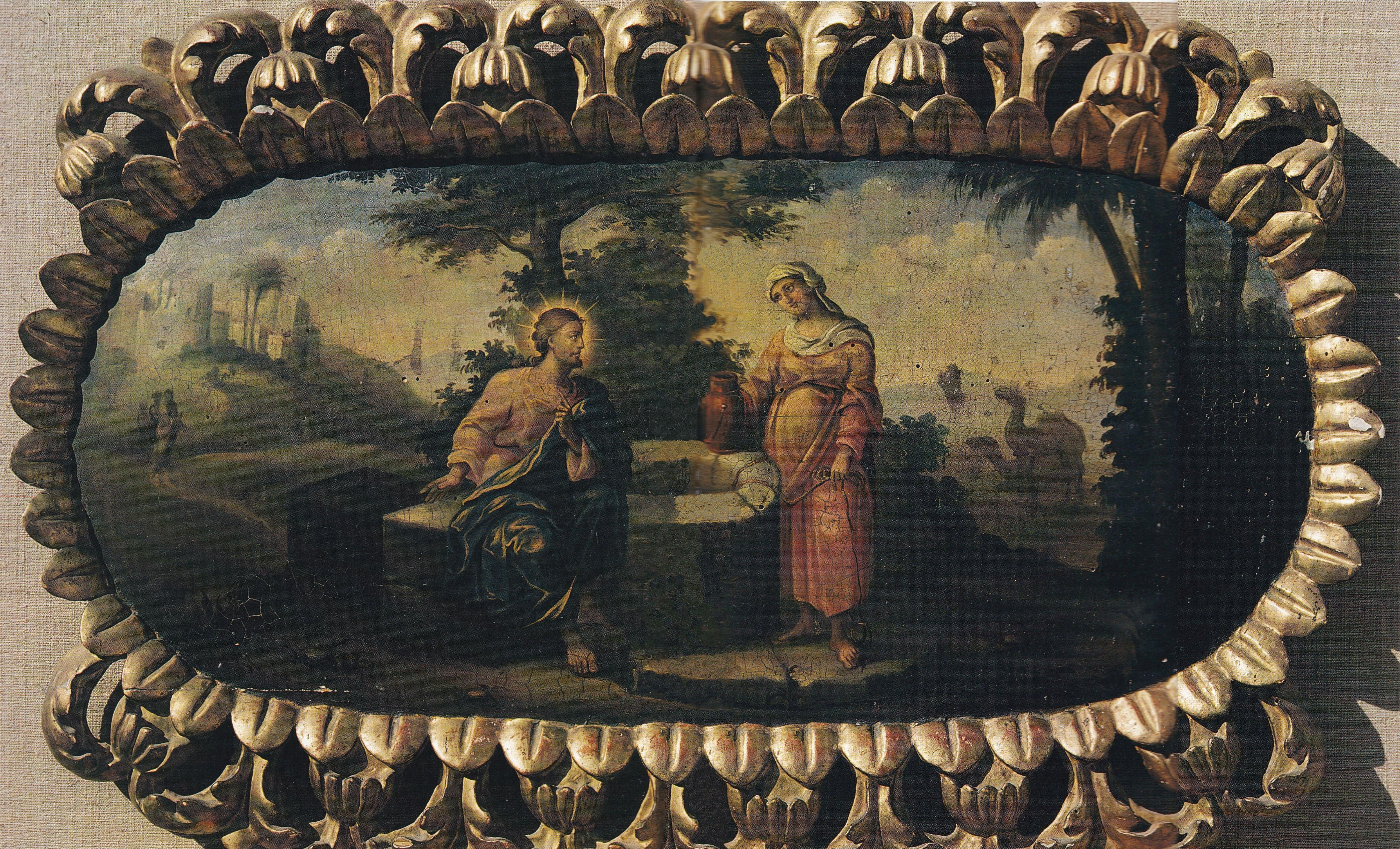
Jesús y la samaritana.